# Вальтер, Мануэль
Мануэ́ль Ва́льтер (нем. Manuel Walter; род. 11 марта 1986, Гернсбах) — немецкий кёрлингист.
Играет на позиции третьего.

## Достижения
- Чемпионат Германии по кёрлингу среди мужчин: золото (2015, 2016), бронза (2013, 2014).
- Чемпионат Европы по кёрлингу среди смешанных команд: серебро (2011).
- Чемпионат Германии по кёрлингу среди смешанных команд: золото (2011, 2012).
- Первенство Европы по кёрлингу среди юниоров: бронза (2006).

## Команды
| Сезон                                             | Четвёртый        | Третий             | Второй            | Первый             | Запасной                                  | Турниры                                           |
| ------------------------------------------------- | ---------------- | ------------------ | ----------------- | ------------------ | ----------------------------------------- | ------------------------------------------------- |
| 2005—06                                           | Северин Вальтер  | Мануэль Вальтер    | Патрик Бенц       | Ханс-Кристоф Даазе | Малте Зеллер тренер: Катя Вайссер         | ПЕЮ 2006                                          |
| 2011—12                                           | Александр Бауман | Мануэль Вальтер    | Себастьян Швейцер | Йорг Энгессер      |                                           |                                                   |
| 2012—13                                           | Александр Бауман | Мануэль Вальтер    | Себастьян Швейцер | Йорг Энгессер      |                                           | ЧГМ 2013                                          |
| 2013—14                                           | Александр Бауман | Мануэль Вальтер    | Себастьян Швейцер | Йорг Энгессер      | Марк Бастиан                              | ЧГМ 2014                                          |
| 2014—15                                           | Александр Бауман | Мануэль Вальтер    | Марк Мускатевиц   | Себастьян Швейцер  | Йорг Энгессер тренер: Мартин Байзер       | ЧЕ 2014 (8 место)                                 |
| 2014—15                                           | Александр Бауман | Мануэль Вальтер    | Себастьян Швейцер | Марк Бастиан       | Йорг Энгессер                             | ЧГМ 2015                                          |
| 2015—16                                           | Александр Бауман | Мануэль Вальтер    | Марк Мускатевиц   | Себастьян Швейцер  | Даниэль Ротбаллер (ЧМ) тренер: Томас Липс | ЧЕ 2015 (6 место) · ЧГМ 2016 · ЧМ 2016 (12 место) |
| 2016—17                                           | Александр Бауман | Мануэль Вальтер    | Даниэль Херберг   | Андреас Капп       | Райан Шеррард тренер: Мартин Байзер       | ЧЕ 2016 (5 место)                                 |
| 2016—17                                           | Александр Бауман | Мануэль Вальтер    | Даниэль Херберг   | Райан Шеррард      | Себастьян Швейцер тренер: Томас Липс      | ЧМ 2017 (10 место)                                |
| 2017—18                                           | Александр Бауман | Мануэль Вальтер    | Даниэль Херберг   | Райан Шеррард      | Себастьян Швейцер тренер: Мартин Байзер   | ЧЕ 2017 (5 место) ЧМ 2018 (13 место)              |
| Кёрлинг для смешанных команд (mixed curling)      |                  |                    |                   |                    |                                           |                                                   |
| 2011—12                                           | Александр Бауман | Анн-Катрин Бастиан | Мануэль Вальтер   | Катя Вайссер       | Себастьян Швейцер, Йозефине Оберман       | ЧЕСК 2011                                         |
| Кёрлинг для смешанных пар (mixed doubles curling) |                  |                    |                   |                    |                                           |                                                   |
| 2011—12                                           | Мануэль Вальтер  | Анн-Катрин Бастиан |                   |                    |                                           | ЧМСП 2012 (20 место)                              |

(скипы выделены полужирным шрифтом)